# Бесайя (комарка)

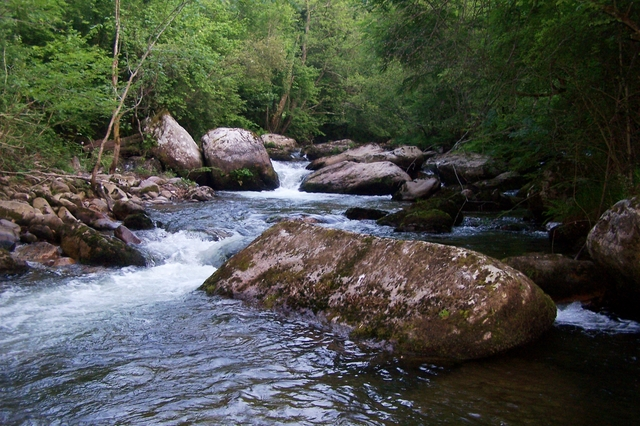

Бесайя (исп. Comarca del Besaya) — район (комарка) в Испании, входит в провинцию Кантабрия в составе автономного сообщества Кантабрия.

## Муниципалитеты
1. Аньевас
2. Аренас-де-Игуния
3. Барсена-де-Пье-де-Конча
4. Картес
5. Сьеса
6. Лос-Корралес-де-Буэльна
7. Мольедо
8. Поланко
9. Сан-Фелисес-де-Буэльна
10. Суансес
11. Торрелавега